# Центристский союз Молдовы
Центристский союз Молдовы (рум. Uniunea Centristă din Moldova) — центристская политическая партия в Республике Молдова. Образована 15 апреля 2000 года.

## История

### Создание Центристского союза Молдовы (ЦСМ)
Учредительный съезд Центристского союза Молдовы (ЦСМ), в работе которого приняли участие около 650 делегатов, состоялся 15 апреля 2000 года. Главной целью новой партии стало «построение гражданского общества и правового государства, политика которого будет нацелена на создание гражданам Республики Молдова условий для достойной жизни». Делегаты также выразили поддержку Президенту в его стремлении установить в республике президентскую систему правления.
Лидером партии был избран независимый депутат Ион Морей, а экс-премьер-министр Ион Чубук был избран вице-председателем ЦСМ. В состав руководящих органов также вошел Михаил Петраке, глава аппарата Президента.
После того, как Ион Морей подал в отставку в связи с назначением на должность министра юстиции Республики Молдова в правительстве Тарлева, на должность председателя формирования назначили Василия Бажуряну. Делегаты II съезда, состоявшегося 8 июня 2002 года, приняли решение избрать на эту должность Михаила Петраке.

### Комитет по защите независимости и Конституции Республики Молдова
24 ноября 2003 года, вследствие предложенного Российской Федерацией меморандума по урегулированию приднестровского конфликта (План Козака), целый ряд политических партий и организаций гражданского общества Республики Молдова объявили о создании Комитета по защите независимости и Конституции Республики Молдова. Его главная цель состояла в согласовании действий парламентских и внепарламентских политических сил, а также гражданского общества, направленных на поиск жизнеспособных и справедливых путей для урегулирования приднестровского конфликта в соответствии с нормами Конституции. В состав Комитета входили: Христианско-демократическая народная партия, Альянс «Наша Молдова», Социал-демократическая партия Молдовы, Социал-либеральная партия, Партия реформы, Экологическая партия Молдовы «Зеленый альянс», Демократическая партия Молдовы, Центристский союз Молдовы, Румынская национальная партия и группа общественных ассоциаций Республики Молдова.

### Начало переговоров о слиянии СДПМ, ПСДМ и ЦСМ
7 июня 2007 года, сразу после первого тура всеобщих местных выборов, Социал-демократическая партия Молдовы вместе с Партией социальной демократии Молдовы и Центристским союзом Молдовы выступили с двумя заявлениями. Одно касалось создания единой социал-демократической коалиции на уровне местных органов власти, а второе было заявлением о намерениях, предполагавшее, что СДПМ во главе с Эдуардом Мушуком, ПСДМ во главе с Дмитрием Брагишем и ЦСМ во главе с Михаилом Петраке инициируют переговоры о слиянии и создании единой партии социал-демократического толка. В скором времени ЦСМ отказался от участия в переговорах из-за разногласий относительно структуры, руководящих органов и принципов представления этих трех партий в будущем формировании. СДПМ и ПСДМ продолжили процесс объединения.

### IV внеочередной съезд ЦСМ 27 сентября 2008 года
Делегаты избрали экс-премьера-министра Василия Тарлева на должность председателя Центристского союза Молдовы. В своем выступлении новый лидер формирования отметил, что «надо поддерживать дружеские отношения со всеми государствами, быть в отличных отношениях с Украиной и Румынией, наладить стратегическое партнерство с Россией». После своего избрания на должность председателя ЦСМ Василий Тарлев предложил избрать в состав Политического совета формирования Михаила Петраке, Георгия Аворника, Георге Амихалакиоайе, Петра Плэмэдялэ и Александра Бегу. Делегаты съезда единогласно поддержали эти кандидатуры.

### V внеочередной съезд ЦСМ 13 декабря 2008 года
Главной задачей съезда стало переизбрание Василия Тарлева на должность председателя ЦСМ. Это было связано с отказом Министерства юстиции Республики Молдова зарегистрировать избрание Тарлева на должность председателя формирования в ходе IV внеочередного съезда, который прошел 27 сентября 2008 года. Основанием для отказа в регистрации послужил тот факт, что вопреки нормам устава формирования, которые предусматривают избрание председателя в ходе тайного голосования, делегаты избрали Василия Тарлева в ходе открытого голосования.
Во время съезда утвердили также проект Предвыборной программы партии на парламентских выборах, назначенных на 5 апреля 2009 года, избрали Ревизионную комиссию ЦСМ, подписали Меморандум между Центристским союзом Молдовы и Гуманистической партией Молдовы об участии в выборах единым списком кандидатов под электоральным символом ЦСМ. Кроме того, состоялось подписание Соглашения о сотрудничестве между Центристским союзом и Партией регионов Украины.

### После выборов
19 ноября 2009 Василий Тарлев покинул должность председателя ЦСМ, на это место был избран Михаил Петраке.

## Результаты на выборах
На парламентских выборах 2001 года Центристский союз Молдовы участвовал в составе Избирательного блока «Альянс Брагиша». Блок набрал 13,36 % голосов и 19 мандатов, из которых 1 мандат достался Центристскому союзу Молдовы.
На всеобщих местных выборах 2003 года Центристский союз Молдовы участвовал самостоятельно.
- Районные и муниципальные советы — 1,59 % голосов и 13 мандатов.
- Городские и сельские советы — 1,84 % голосов и 167 мандатов.
- 17 кандидатов были избраны примарами.

На выборах примары Кишинёва 2003 года кандидатом Центристского союза Молдовы был Михаил Петраке. В первом туре он набрал 0,41 %, тем самым он занял 7-е место и не прошёл во второй тур.
На парламентских выборах 2005 года Центристский союз Молдовы набрал 0,75% голосов и не преодолел избирательный барьер в 6%.
На всеобщих местных выборах 2007 года Центристский союз Молдовы участвовал самостоятельно.
- Районные и муниципальные советы — 1,84 % голосов и 15 мандатов.
- Городские и сельские советы — 1,44 % голосов и 155 мандатов.
- 14 кандидатов были избраны примарами.

На выборах примары Кишинёва 2007 года кандидатом Центристского союза Молдовы был Михаил Петраке. В первом туре он набрал 0,38 %, тем самым он занял 17-е место и не прошёл во второй тур.
На парламентских выборах в апреле 2009 года Центристский союз Молдовы набрал 2,75% голосов и не преодолел избирательный барьер в 6%.
На всеобщих местных выборах 2011 года Центристский союз Молдовы участвовал самостоятельно.
- Районные и муниципальные советы — 0,05 % голосов.
- Городские и сельские советы — 0,04 % голосов и 3 мандата.
- Никто из кандидатов не был избран примаром.

На парламентских выборах 2014 года Центристский союз Молдовы набрал 0,04% голосов и не преодолел избирательный барьер в 6%.
На всеобщих местных выборах 2015 года Центристский союз Молдовы участвовал в составе Избирательного блока «Список народа».
- Районные и муниципальные советы — 0,21 % голосов и 2 мандата.
- Городские и сельские советы — 0,17 % голосов и 9 мандатов.
- Никто из кандидатов не был избран примаром.